# Art the Clown
Art the Clown är en fiktiv karaktär, samt den primära antagonisten i filmserien Terrifier och alla dess relaterade medier. Karaktären, som skapades av filmskaparen Damien Leone, gjorde sitt allra första framträdande i kortfilmerna The 9th Circle (2008) och Terrifier (2011), som senare skulle komma att bli en del av antologifilmen All Hallows' Eve (2013). Karaktären spelades till en början av en skådespelare vid namn Mike Giannelli, men sedan år 2016 och framåt spelas han av David Howard Thornton.